# Soluzione elettrolitica reidratante
Una soluzione elettrolitica reidratante è una soluzione sterile, isotonica con il sangue, apirogena, contenente elettroliti e destinata all'infusione per via endovenosa che viene generalmente impiegata per prevenire o trattare squilibri idroelettrolitici. 
La stessa può essere impiegata anche per diluire farmaci o emoderivati.

## Tipi di soluzioni elettrolitiche reidratanti
Esistono molti tipi di soluzioni elettrolitiche reidratanti. Tra queste vengono annoverate la:
- Soluzione fisiologica
- Soluzione Ringer lattato
- Soluzione elettrolitica reidratante per adulti
- Soluzione bilanciata reidratante

Ognuna di queste soluzioni differisce dalle altre per pH, contenuto in sodio, potassio, calcio, cloro ed altri elettroliti.
Anche se questo tipo di soluzioni, per le caratteristiche di pH e di osmolarità, raramente risulti irritante per le vene, è bene che l'infusione avvenga con velocità controllata, ad esempio attraverso sistemi infusionali oppure con pompe di infusione.
Se la soluzione contiene potassio dovrebbe essere somministrata ad una velocità di infusione non superiore a 10 mEq di potassio ogni ora.

## Usi clinici
Viene generalmente utilizzata con l'obiettivo di reintegrare fluidi e elettroliti (in tutti i casi associati a disidratazione, ad esempio a causa di vomito, sudorazione eccessiva, diarrea, malattie infettive come il colera ecc.) e per il trattamento degli stati lievi di acidosi metabolica. Bambini, adulti ed anziani possono tutti beneficiare, in determinate condizioni (ad esempio impossibilità alla reidratazione orale), di una terapia reidratante per via endovenosa. Nei bambini e negli adulti va prestata particolare attenzione al volume infuso ed alla velocità dell'infusione.
Il segno più significativo di perdita di volume ematico che necessita di rimpiazzo nel soggetto anziano è una perdita acuta di peso (definita come un calo ponderale del 3% o maggiore).
La scelta del tipo di soluzione reidratante da utilizzarsi è strettamente dipendente dal tipo di disturbo idroelettrolitico che si deve correggere.

### Dosi terapeutiche
La quantità da somministrare varia considerevolmente da caso a caso e in base alle condizioni cliniche del paziente (ad esempio grado di disidratazione, integrità della funzionalità renale e dell'efficacia della pompa cardiaca)  tenendo presente che la dose deve sempre essere correlata al peso corporeo ed all'età del paziente.
In linea generale nel soggetto adulto è bene non superare giornalmente i 50ml per ogni kg di peso corporeo (in un soggetto di 70 kg: 3,5 litri/die).

## Precauzioni
Le soluzioni elettrolitiche debbono essere utilizzate con cautela se il paziente soffre di insufficienza renale (soprattutto a causa della concentrazioni di ioni K+ che in questi pazienti potrebbero causare una ritenzione di potassio) o di insufficienza cardiaca (un'eccessiva o troppo rapida introduzione endovena di fluidi potrebbe comportare la comparsa di segni di scompenso cardiaco o far precipitare il paziente in un franco edema polmonare) o ancora di qualsiasi altra condizione clinica che si associ ad edema con ritenzione salina.
Molte soluzioni elettrolitiche contengono anche calcio cloruro, che chimicamente ha un'azione acidificante, e pertanto va utilizzato con cautela in soggetti con problemi/patologie renali, cuore polmonare, o insufficienza respiratoria: in tutte queste condizioni l’acidificazione indotta dalla soluzione potrebbe aggravare le sopracitate patologie.
Per tutte le considerazioni sopra riportate il medico ha generalmente presente che i fluidi dovrebbero essere somministrati al paziente con la stessa cautela che si deve adoperare per qualsiasi farmaco per via endovenosa.
Particolare attenzione va riservata ai pazienti in età avanzata, in quanto questa popolazione ha probabilità molto maggiori di soffrire di malattie cardiache, renali, epatiche. Il paziente geriatrico oltre ad essere polipatologico spesso assume terapie concomitanti che lo espongono maggiormente a rischio di sovraccarico idrico o di squilibri elettrolitici.
È inoltre necessario ricordare che alcune soluzioni reidratanti contengono una considerevole quantità di destrosio (glucosio) che quindi possono promuovere lo sviluppo di iperglicemia.